# Fight!
Fight! è un singolo del rapper italiano Il Tre, pubblicato il 28 febbraio 2020 come secondo estratto dal primo album in studio Ali.

## Tracce
1. Fight! (feat. Nayt) – 2:48